# Linaria elegans
La linaria elegante (Linaria elegans)  es una planta herbácea de la familia de las escrofulariáceas.

## Caracteres
Muestra una corola bastante cerrada, aunque no totalmente debido a la presencia de un poro apical. En este caso es una flor con cierta apertura de la corola, pero con néctar escondido en el fondo de un largo espolón. Por ello la flor es visitada por polinizadores con trompa muy larga como cierta abejas (Anthophora retusa), lepidópteros como la esfinge colibrí y Lasiommata megera y una mosca abejorro (Bombilius cruciatus).